# Olaus Johannis Guto
Olaus Johannis Guto, död 1516 i Polen, var en svensk munk och teolog.
Olaus Johannis verkar ha varit från Gotland och studerade vid Uppsala universitet 1477–1486. 1506 vigdes han till munk i Vadstena kloster. Han företog senare två resor till det polska birgittinerklostret Triumphus Mariae i närheten av Lublin. Det var under en sådan resa han avled. Genom lyckliga omständigheter har en del av hans föreläsningsanteckningar från tiden i Uppsala bevarats, och är en viktig källa till kunskap om den första akademiska undervisningen i Sverige. Även en del av Olaus Johannis bibliotek har bevarats och förvaras liksom handskrifterna i Uppsala universitetsbibliotek.